# Namco System 256
Namco System 256 es una Placa de arcade creada por Namco destinada a los salones arcade.

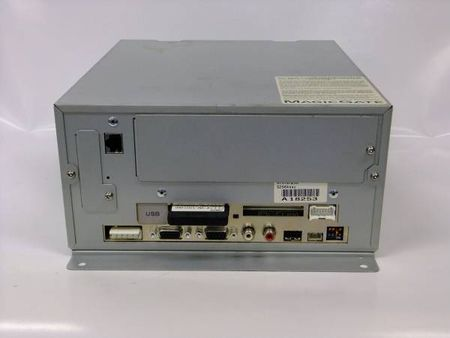
Namco System 256

## Descripción
El Namco System 256 fue lanzada por Namco en 2004, y tal y como el Namco System 246, está basada en el hardware de PlayStation 2.
Esta placa es una revisión de Namco System 246, mejorándola en algunos aspectos. posee características técnicas similares a la segunda consola de Sony, tiene un procesador de 128 Bit "Emotion Engine", Co-Procesador FPU, 32 MB de Ram, gráfica "Graphics Synthesizer" , el audio lo gestiona el SPU2+CPU, con 48 Canales, y el I/O Processor que es el de PlayStation.
Al igual que el System 246C, el system 256 no tiene un número de modelo oficial de sony (COH-Hxxxxx) debido a que namco fusiono la placa arcade con la de PS2 en una sola.
Tal como el system 246, sigue utilizando el juego de llaves magicgate arcade, por lo que depende de un dongle de seguridad COH-H10020 para funcionar
En esta placa funcionaron 17 títulos.

## Reciclaje de componentes
El system 256 recicla componentes de la PSX luego de su estrepitoso fracaso comercial, más específicamente:
- EE+GS
- EE RAM (64Mb)
- Placa de los Puertos de Memory Card

## Joysticks
Como se menciona anteriormente, el sistema recicla la placa de las memory card de la PSX. la cual no tenía integrada los puertos de los joystick.
Para ahorrar lugar, Namco cableó los joystick en un conector JST de 16 pines (número de parte: XADRP-16V) ubicado a la derecha del puerto 2 de memory card

## Especificaciones técnicas

### Procesador
- 128 Bit "Emotion Engine" 
  - Velocidad: 300 MHz
  - Memoria RAM: 64 MB Direct Rambus
  - Frecuencia de RAMBUS aumentada a 500MHz (equivalente a un overclock de 125%)
  - Ancho de banda de la memoria: 3.2 GB por segundo
  - Co-Procesador: FPU (Floating Point Multiply Accumulator x 1, Floating Point Divider x 1)
  - Unidad de Vectores : VU0 and VU1 (Floating Point Multiply Accumulator x 9, Floating Point Divider x 1)
  - Floating Point Performance: 6.2 GFLOPS
  - 3D CG Geometric Transformation: 66 millones de Polígonos Por Segundo
  - Compressed Image Decoder: MPEG2

### Tarjeta gráfica
- "Graphics Synthesizer (fusionado con el EE dentro de un solo chip)" 
  - Velocidad: 150MHz
  - DRAM Bus bandwidth: 48 GB Per Second
  - DRAM Bus width: 256 bits
  - Pixel Configuration: RGB:Alpha:Z Buffer (24:8:32)
  - Maximum Polygon Rate: 75 millones de Polígonos Por Segundo

### Audio
- "SPU2+CPU" 
  - Number of voices: ADPCM: 48 channel on SPU2 plus definable by software
  - Sampling Frequency: 44.1 kHz or 48 kHz (selectable)

### I/O Processor
- CPU Core: PlayStation CPU 
  - Velocidad: 33.8 MHz o 37.5 MHz (seleccionable)
  - Sub Bus: 32 Bit

## Retrocompatibilidad
Debido a la frecuencia de RAMBUS aumentada, y ciertos cambios en los comandos ATA/ATAPI soportados por el sistema, el system 256 lleva en el lado derecho de su placa madre un jumper especial, que permite colocar el sistema en modo "256" (por defecto) o en modo "246+", siendo este último un modo especial para aumentar la compatibilidad con juegos arcade que fuesen desarrollados en el pasado para el system 246. si bien la intención es ofrecer compatibilidad con todos los system 246, los juegos que corrían en el system 246C por defecto suelen tener más probabilidades de funcionar adecuadamente en este modo 246+

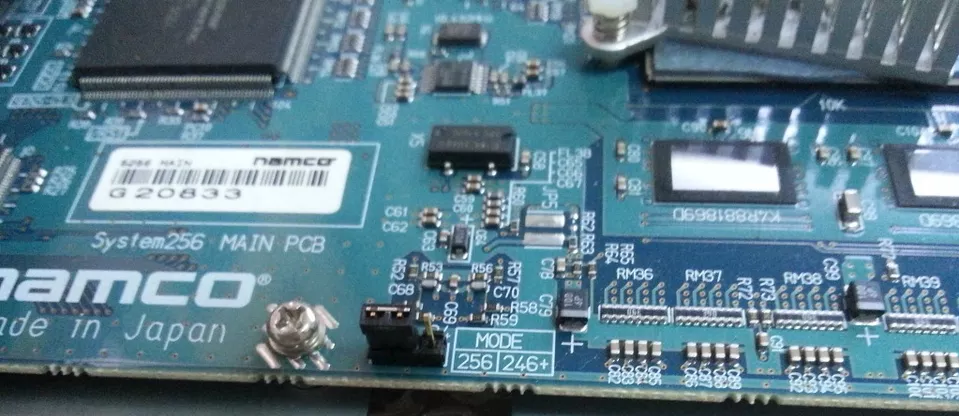
Jumper de retrocompatibilidad

## Lista de videojuegos
- Chou Dragon Ball Z / Super Dragon Ball Z
- Druaga Online : The Story of Aon
- Gundam Vs Gundam
- Gundam Vs Gundam Next
- Kinnikuman Muscle Grand Prix
- Kinnikuman Muscle Grand Prix 2
- Taiko no Tatsujin 10
- Taiko no Tatsujin 11
- Taiko no Tatsujin 12
- Taiko no Tatsujin 12 More
- Taiko no Tatsujin 13
- Taiko no Tatsujin 14
- Taiko no Tatsujin 9
- Tekken 5
- Tekken 5 Dark Resurrection
- Tekken 5.1
- The Battle of Yu Yu Hakusho: Shitou! Ankoku Bujutsukai!